# Кароль Францішек Корнякт

Герб Корняктів Кручина

Кароль Францішек Корнякт (пом. 1672) — шляхтич грецького походження, військовий діяч Речі Посполитої.

## Життєпис
Батько — Корнякт Костянтин з Білобок, мати — дружина батька Ельжбета з Оссолінських, дід — купець, меценат Корнякт Костянтин.
У літньому півріччі 1630 року був записаний навчатися до Краківської академії, навчався в її Новодворських школах. Мав закордонну мандрівку (Німеччина, Італія, Франція, Іспанія, Англія, Бельгія, Голландія). Вивчав військову справу, мови; зокрема, студіював в академіях Ґрацу, Падуї (1639). 1633 року брав участь в урочистому в'їзді вуя Юрія Оссолінського до Риму. Після повернення був придворним Владислава IV Вази. У 1638-1643 роках програв «домову війну» шваґру Миколаєві Оссолінському. 1648 року брав участь у боях під Львовом; 6 листопада на чолі драгунів, озброєних косами селян розбив загін повстанців під Перемишлем, в місцевій катедрі РКЦ відбув «тріумф». 1649 року: втратив кількасот драгунів під Зборовом, був послом коронаційного сейму (подібно, був послом 3 рази). 1651 року на чолі власної корогви воював під Берестечком. У 1650-1652 роках під час збройної боротьби за Перемиську єпархію став на стороні уніятів. Брав участь у битвах з козаками Війська Запорозького, шведами, угорцями, московитами. Під час Хмельниччини виставляв власним коштом кілька разів корогви (у мирний час тримав 60 жовнірів двірської служби). Маршалок Перемиського сеймику 3 березня 1657 року, депутат Люблінського трибуналу від Руського воєводства 1658 року (був невдалий протест частини шляхти).
1657 року володів: містечко Гусаків, 11 сіл (зокрема, Сосниця, Білобоки, Журавиця) в Перемиській землі.
Помер після тривалої хвороби, був урочисто похований близько 5 квітня 1672 року в Перемишлі.
Дружина Катажина — донька подільського воєводи Александра Станіслава Белжецького. Весілля — 1664 року, вдова після його смерти вийшла за чернігівського каштеляна Станіслава Антонія Фредра. Діти:
- сини Антоній Кароль, Міхал, Францішек (на синах рід вигас),
- доньки Катажина — дружина Яна Ґнєвоша; Францішка (?).[1]